# کرخت (ترانه)
«کرخت»(به انگلیسی: Numb) یک ترانه متعلق به گروه راک آمریکایی لینکین پارک است. «کرخت» سومین تک‌آهنگ و آخرین قطعه منتشر شده از آلبوم متئورا است. این ترانه یکی از محبوب‌ترین ترانه‌های لینیک پارک است و به مدت ۱۲ هفته در چارت بیلبورد در سال ۲۰۰۳ و ۲۰۰۴ ماند.
همچنین سه هفته هم در بیلبورد بهترین‌های مین استریم ماند و توانست به رتبه یک بیلبورد ۱۰۰ ترانهٔ برتر هم برسد.
در آلبوم مسیر برخورد این ترانه با یکی از ترانه‌های جی-زی میکس شده و ترانه‌ای به نام کرخت/دوباره بنواز یا "Numb/Encore" ساخته شد که توانست جایزهٔ گرمی بهترین همکاری را از آن خود کند.
ترانهٔ " کرخت " رتبهٔ ۹۵ صد ترانهٔ برتر دهه شناخته شد.
در سال ۲۰۱۱ نسخه‌ای از این ترانه برای بازی " Rock Band 3 " تهیه شد.

## موزیک ویدئو
جو هان ویدئوی این آهنگ را به درخواست طرفداران ساخت. ایدهٔ این ویدئو را چستر بنینگتون و جو هان دادند. این ویدئو را در شهر پراگ واقع در جمهوری چک فیلمبرداری کردند، که همزمان با ضبط این تک‌آهنگ گروه تصمیم به ضبط و فیلمبرداری آهنگ بعدی یعنی از درون را در همان شهر گرفت. در ویدئو قبل از اتمام کار ضبط بنینگتون بیمار شد بنابراین کار به حالت تعلیق افتاد و مجبور شدند قسمت‌های داخل کلیسا را در یک کلیسای قدیمی واقع در لس آنجلس فیلمبرداری کنند. برای فضای داخلی این ویدئو از کلیسای جامع پراگ و برای فضای باز مثل فضای داخلی مدرسه، کلاس درس، راهرو و زمین بازی از دبیرستان یوهانس کپلر در پراگ استفاده کردند.
این ویدئو مشکلات اجتماعی و درونی یک دختر (بازیگر "Briana Evigan") در طول یک روز نشان می‌دهد.
دختر ظاهراً وقت زیادی صرف نقاشی می‌کند و آشکار است که او احتمالاً در آرزوی تبدیل شدن به یک هنرمند است. او تا حد زیادی در مدرسه و خانه مورد تمسخر قرار می‌گیرد و همه از او دوری می‌کنند. مثلاً صحنه‌ای که معلم و همکلاسی‌ها به نقاشی کشیدن او در کلاس می‌خندند یا وقتی از پله‌ها می‌افتد کسی به کمک او نمی‌آید یا هنگام پیوستن به همکلاسی‌ها، آن‌ها بلافاصله او را ترک می‌کنند.
در پایان این ویدئو او تصمیم به تغییر در زندگی خود می‌گیرد، خشم خود را با کوبیدن قلمو روی بوم نشان می‌دهد. در این هنگام انگار که صدای لینکین پارک را شنیده به کلیسایی که گروه در آن می‌خواندند می‌آید اما آن را خالی می‌یابد ...

## جوایز
در سال ۲۰۰۴ برندهٔ جایزهٔ بهترین ویدئوی بین‌المللی از "ام تی وی" برزیل
در سال ۲۰۰۴ برندهٔ جایزهٔ محبوبترین گروه به انتخاب مردم از "MuchMusic" ویدئو اواردز
در سال ۲۰۰۴ برندهٔ جایزهٔ ترانهٔ الترنتیو راک سال از رادیو موزیک اواردز
"Numb/Encore" برندهٔ جایزهٔ بهترین همکاری از جشنواره گرمی در سال ۲۰۰۶ و "ام تی وی" ژاپن در سال ۲۰۰۵

## رتبه
| چارت (۲۰۰۴) | بهترین موقعیت |
| ----------- | ------------- |
| استرالیا    | ۱۰            |
| اتریش       | ۲             |
| بلژیک       | ۴۸            |
| هلند        | ۲             |
| اروپا       | ۱۴            |
| فرانسه      | ۱۹            |
| آلمان       | ۱۹            |
| یونان       | ۱             |
| ایتالیا     | ۴۷            |
| ایرلند      | ۱۶            |
| نیوزلند     | ۱۳            |
| پرتغال      | ۵             |
| سوئد        | ۲۳            |
| سویس        | ۱۵            |
| آمریکا      | ۱۱            |
| انگلستان    | ۱۴            |